# 772
Cette page concerne l'année 772  du calendrier julien. Pour l'année 772 av. J.-C., voir 772 av. J.-C.
L'année 772 est une année bissextile qui commence un mercredi.

## Événements
- 9 février : élection du pape Adrien Ier, qui devient le 95e pape de l'Église catholique romaine (fin du pontificat en 795)[1].
- Mars : Yazid ibn Hatim, envoyé par le calife abbasside à la tête de troupes Khorasaniennes écrase les Kharidjites en Tripolitaine. Il les chasse d’Ifriqiya[2].
- 22 avril : le pape cesse de dater ses bulles par le règne de l’empereur d’Orient[1].
- 25 avril : les Arméniens révoltés contre le calife sont écrasés à la bataille de Bagrévand[3].
- Mai : Yazid ibn Hatim entre à Kairouan[2].
- Printemps - été : début des guerres de Saxe (fin en 804). Charlemagne prend la forteresse d’Eresburg, sur le Diemel en Saxe, puis fait construire le donjon de Büraburg sur l’Eder. Il détruit l’Irminsul, sanctuaire païen des Saxons où poussait l’arbre sacré censé soutenir la voûte céleste[4].

- Didier, le roi des Lombards, occupe des villes de l'État pontifical parce que le pape Adrien Ier a refusé d'appuyer les revendications au trône de la veuve de Carloman Ier, frère de Charlemagne. Il s’empare de Ravenne et des cités de la Pentapole et de l’Ombrie. Il assiège Rome et tente de faire couronner roi les fils de Carloman Ier[5]. Le pape Adrien Ier envoie une ambassade à Thionville à la fin de l'année qui obtient l'alliance de Charlemagne contre le roi lombard[6].
- Au Japon, le gouvernement propose la gestion des nouvelles terres qui échappent à son contrôle, libre de tout impôts, aux particuliers qui les mettent en valeur[7].
- Construction à Raqqa en Syrie d'Al Rafiqa, une ville nouvelle, par le calife Al-Mansur sur le modèle de la cité ronde de Bagdad[8].

## Décès en 772
- 24 janvier : Étienne III.